# Maison, 58 rue Philibert-Laguiche (Mâcon)
La maison au 58 rue Philibert-Laguiche est une habitation située rue Philibert-Laguiche à Mâcon, dans le département français de Saône-et-Loire.

## Histoire
Elle est inscrite aux monuments historiques depuis le 15 janvier 1929.